# Juncus correctus
Juncus correctus là một loài thực vật có hoa trong họ Juncaceae. Loài này được Steud. mô tả khoa học đầu tiên năm 1855.